# Zehra Sayin

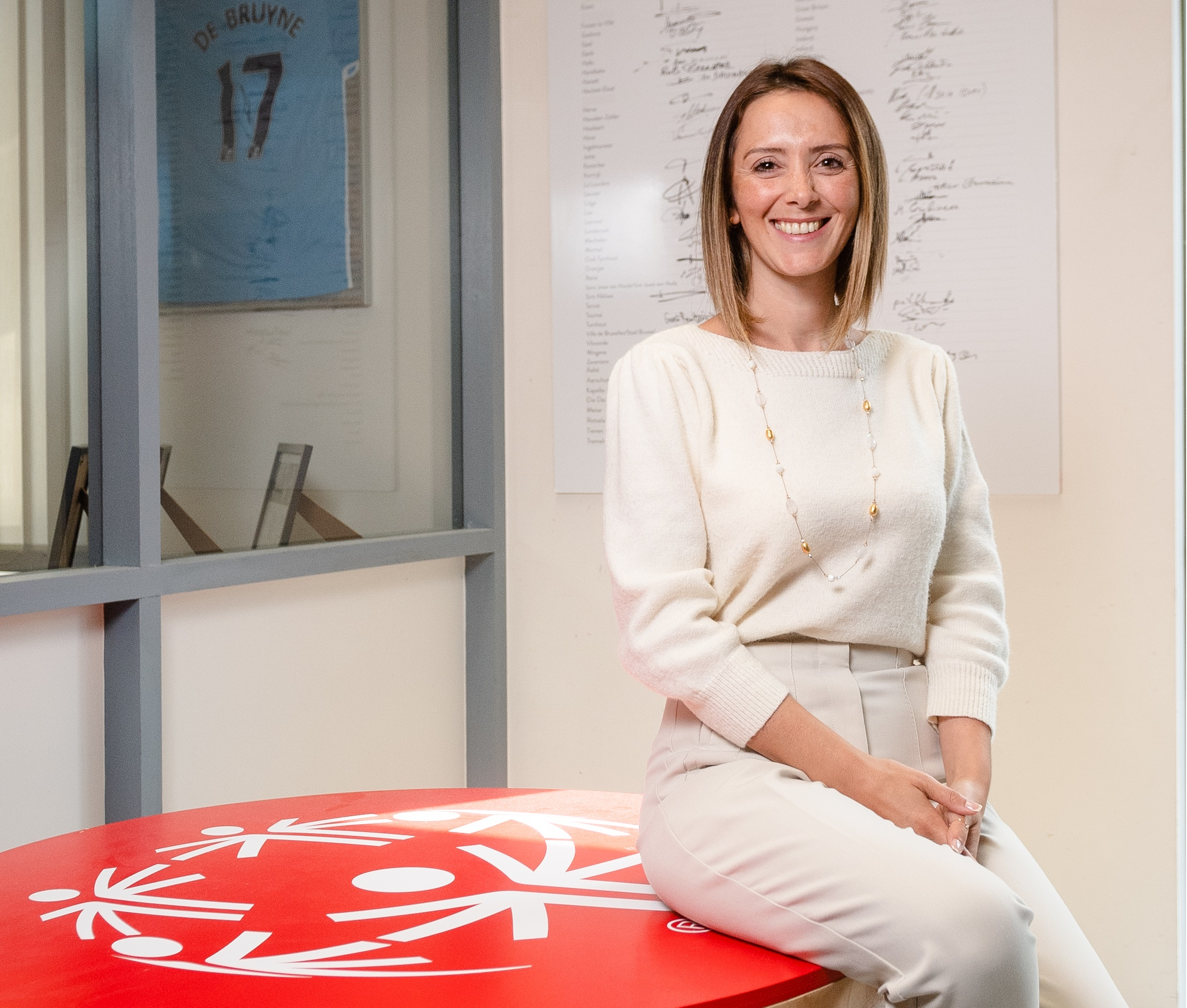
Zehra Sayin

Zehra Sayin is een Belgisch onderneemster. Ze was van augustus 2015 tot juni 2022 CEO van Special Olympics Belgium. Sindsdien is ze Chief Marketing, Communications & Development Officer bij Special Olympics International.

## Biografie
Zehra Sayin studeerde marketing en werkte achtereenvolgens bij Xerox, International Polar Foundation. In 2009 begon ze als vrijwilliger bij Special Olympics Belgium. In 2014 werd ze beroepsmatig verantwoordelijke voor de sponsoring voor de Special Olympics Europese Zomerspelen in Antwerpen. In 2013 werd ze co-CEO en vanaf 2015 volledig CEO van Special Olympics Belgium.
In juni 2022 is ze overgestapt naar het moederbedrijf Special Olympics International waar ze de functie van Chief Marketing, Communications & Development Officer bekleedt. 
Ze is daarnaast ook voorzitter van een humanistisch fotocollectief, vice-voorzitter van de Urban Youth Games, lid van de raad van bestuur van BOZAR, actief in een ngo rond klimaatopwarming en ook betrokken bij de opbouw van een weeshuis in Benin.

## Erkentelijkheden
- 2014 - 2021: 54 nationale en internationale awards
  - 2017: finalist Advertiser Personality of the Year
  - 2017 - 2020: 7 gouden Effie awards waarvan 3 Belgische en 4 Europees + 1 zilveren
  - 2018: een van de vijf SUPERWOMEN in België door Mediamarketing
  - 2018: finalist Marketeer of the Year
  - 2019: Best Campaign of the Year award door B2B Awards
  - 2020 - Special Woman Award[4]
  - 2020: nummer 1 voor de Most Effective NGO en nummer 34 voor Most Effective Brands in de Global Effie Ranking
  - 2021: finalist Marketing Company of the Year